# 소셜테이너
소셜테이너(Socialtainer)는 대한민국에서 사회 이슈에 적극적으로 자신의 목소리를 내거나 직접 참여하는 연예인을 가리키는 용어이다.